# Боске, Эмиль (пианист)
Эмиль Боске́ (фр. Émile Bosquet; 8 декабря 1878, Брюссель — 18 июля 1959, Уккел) — бельгийский пианист.

## Биография
Учился в Брюссельской консерватории у Артура Де Грефа, затем у Ферруччо Бузони. В 1900 г. в Вене получил первую премию Третьего Рубинштейновского конкурса.
В молодости под покровительством Эжена Изаи выступал преимущественно как ансамблист, в том числе вместе с Брюссельским квартетом Франца Шёрга. С середины 1920-х гг. на протяжении многих лет играл в составе Бельгийского придворного трио (с Альфредом Дюбуа и Морисом Дамбуа).
С 1905 г. преподавал в Антверпенской консерватории, с 1919 г. — профессор Брюссельской консерватории. После Второй мировой войны вышел на пенсию.
В 1953 г. опубликовал в Брюсселе фундаментальный труд «Музыка для фортепиано (и, дополнительно, для лютни): Энциклопедическое руководство по теории и практике» (фр. La musique de clavier et par extension de luth. Manuel encyclopédique, historique et pratique). Редактировал издания произведений Яна Свелинка, К. Ф. Э. Баха и др.